# Ша-У-Као
Ша-У-Као (Ша-Ю-Као) — французская танцовщица, клоунесса и акробатка, работавшая в кабаре Мулен Руж в конце XIX века.

## Биография
До поступления на работу в Мулен Руж Ша-У-Као выступала в качестве клоуна в «Новом цирке» и танцевала в кабаре Оллера. Свой звучный псевдоним она получила в результате слияния фрагментов слов «chahut» (название непристойного танца, популярного в середине XIX века и напоминавшего канкан) и «chaos» (с фр. — «шум») и их искажении на японский манер.
Ша-У-Као была единственной танцовщицей в Мулен Руже, о которой лестно отзывался Валентин Бескостный.

## Ша-У-Као и Тулуз-Лотрек
Познакомившись с французским художником-постимпрессионистом Анри де Тулуз-Лотреком, Ша-У-Као вскоре стала одной из его любимых моделей. Художника восхищала эта женщина, осмелившаяся выбрать классическую мужскую профессию клоуна и не боявшаяся открыто заявлять о том, что она лесбиянка.
Впервые Тулуз-Лотрек изобразил Ша-У-Као в момент, когда клоунесса, обнявшись с подругой, танцевала вальс: на этом полотне она предстает перед зрителем в обычной одежде, без грима. В последующие несколько месяцев он выполнил ещё ряд этюдов с неё, запечатлев Ша-У-Као в цирковом костюме — в шароварах до колен, в лифе с пышными оборками и большом белом остроконечном колпаке, украшенном желтыми лентами. Серия цветных литографий Тулуз-Лотрека «Они», посвященной, главным образом, проституткам, также открывается изображением Ша-У-Као.

## Галерея

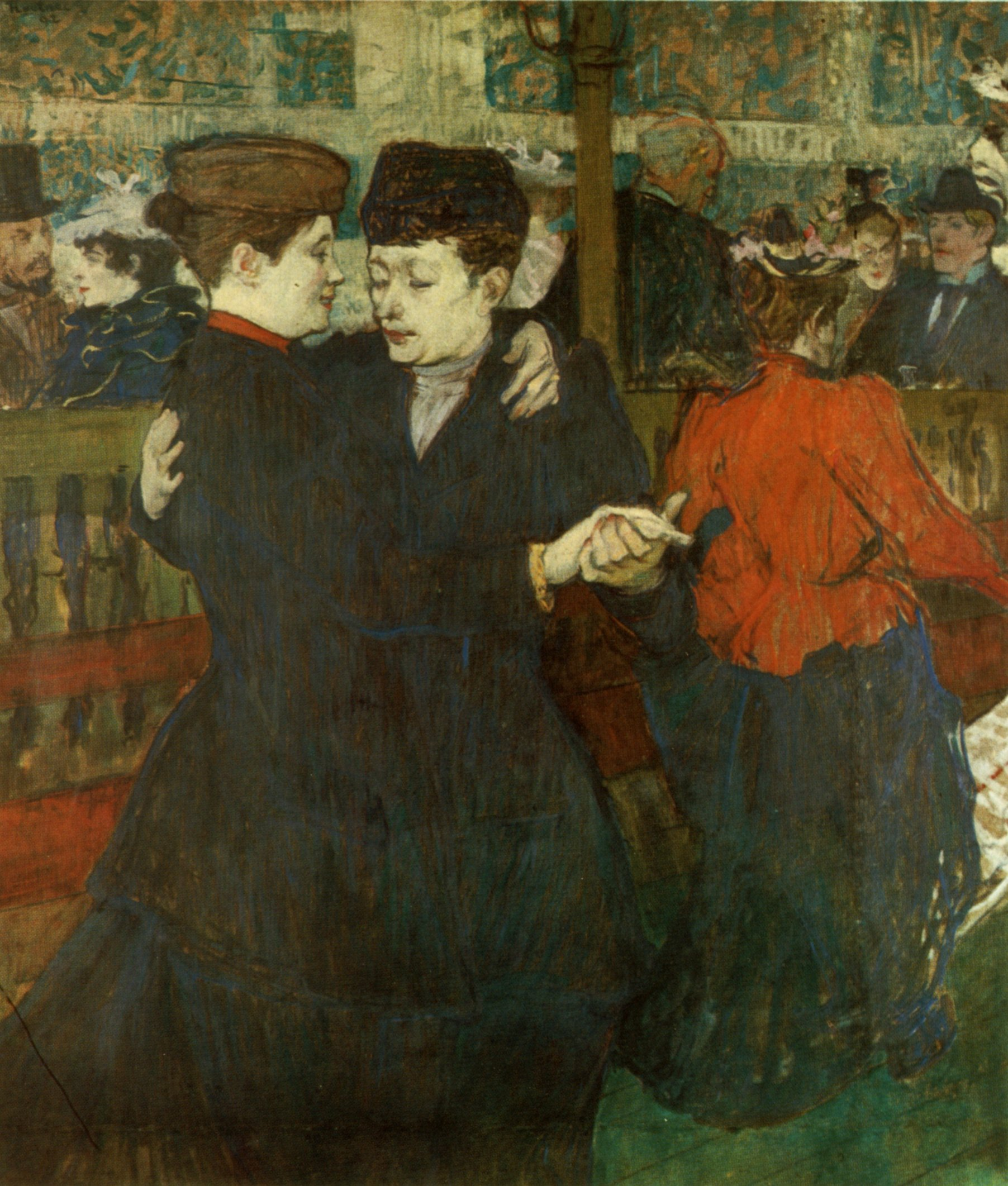
«Две танцующие женщины в Мулен Руж» (1892)
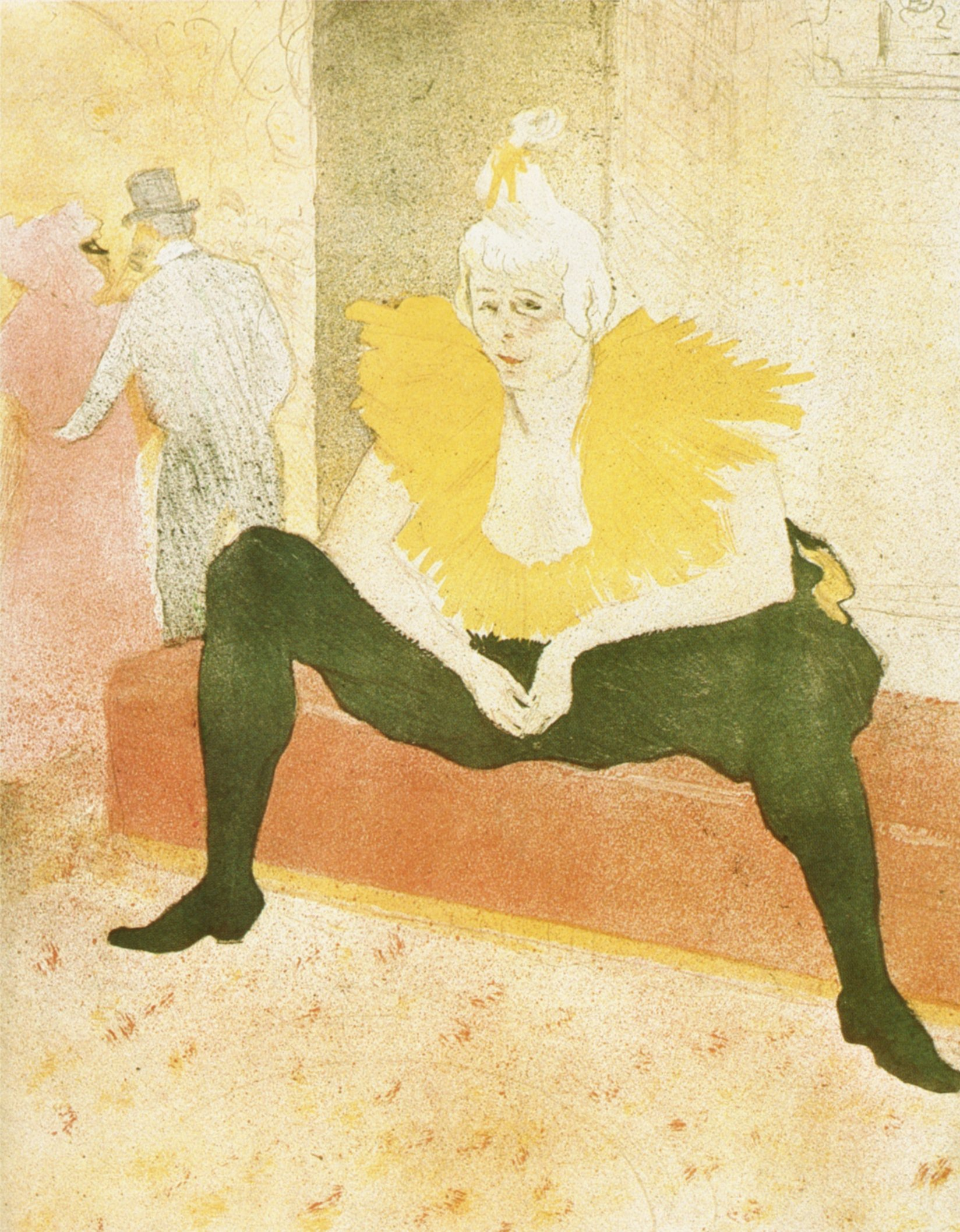
«Сидящая Ша-У-Као» (литография; 1896)
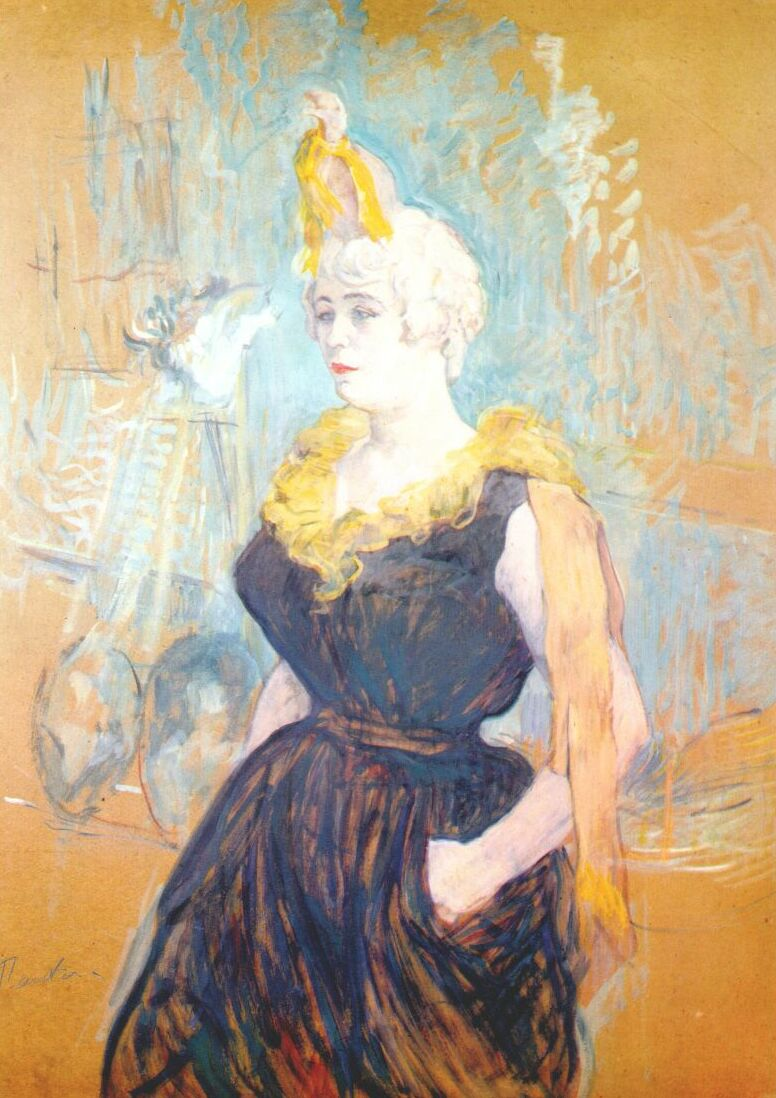
«Клоунесса Ша-У-Као» (1895)
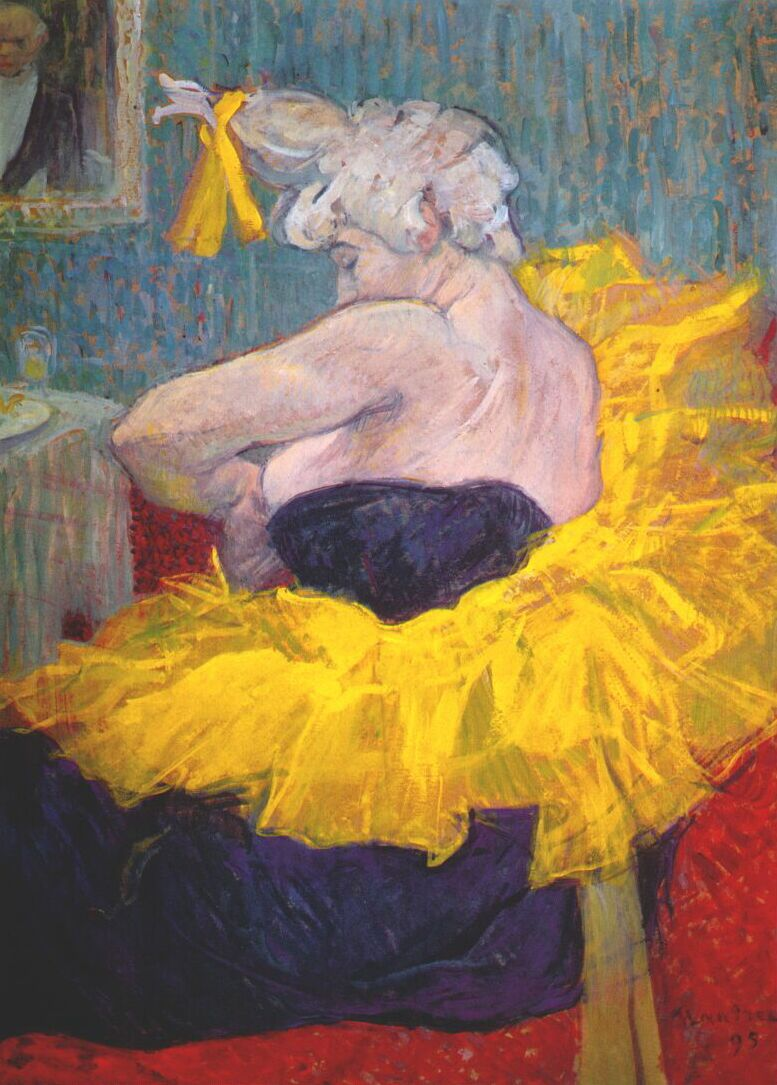
«Клоунесса Ша-У-Као в Мулен Руж» (1895)